# Chincoteague
Cet article concerne la race de poney. Pour la municipalité américaine, voir Chincoteague (Virginie).
Le Chincoteague, ou Assateague, est une race de poney originaire des États-Unis, qui vit à l'état semi-sauvage sur l'île d'Assateague et celle de Chincoteague. Poney B de petite taille et souvent de robe pie, il a été nettement popularisé à travers le roman Misty of Chincoteague de Marguerite Henry, en 1947.

## Histoire

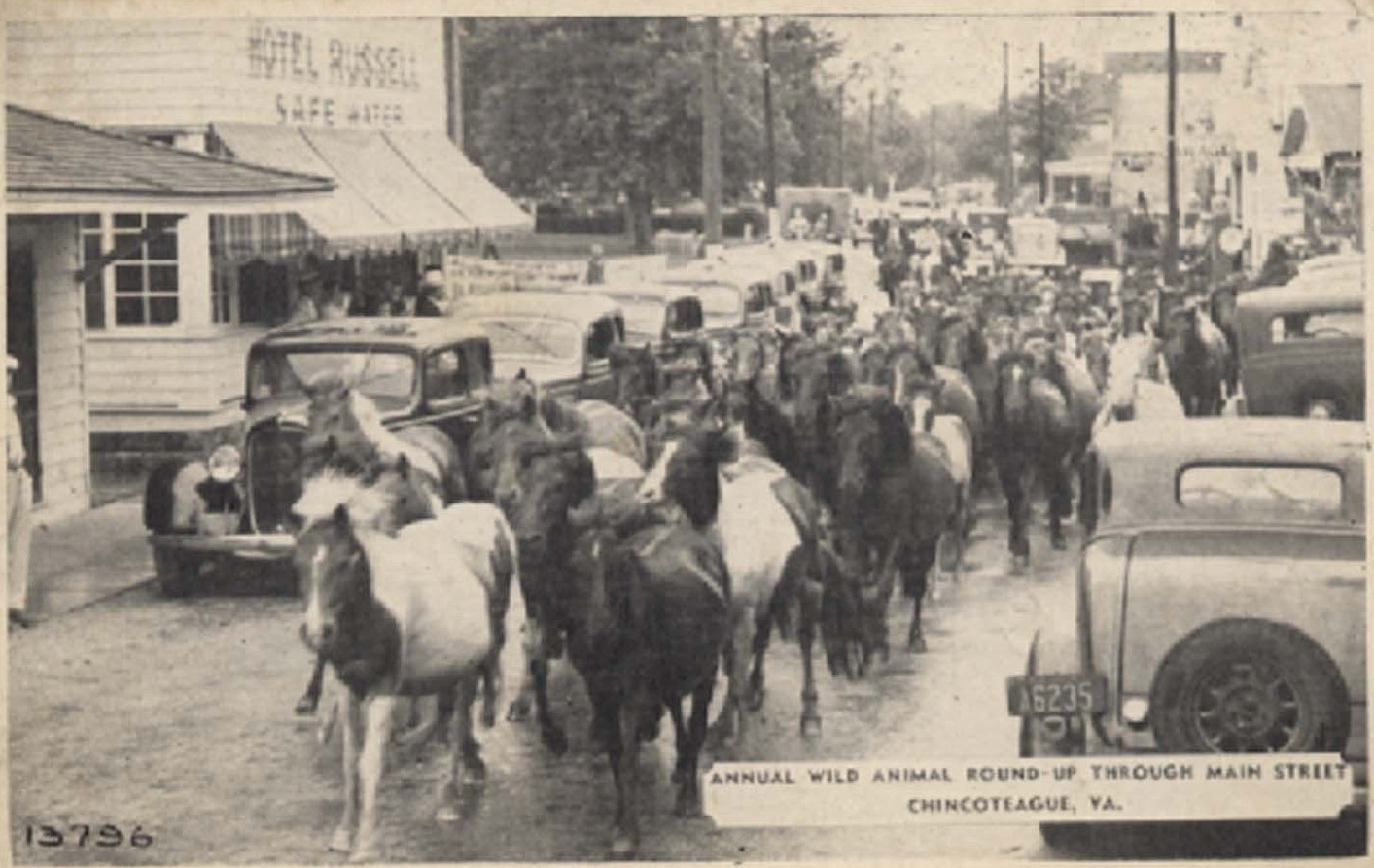
Les poneys de Chincoteague en 1941

D'après la FAO, les deux noms poney Chincoteague et poney d'Assateague sont acceptés. Il existe en fait deux populations insulaires, celle d'île d'Assateague et celle de Chincoteague, au large de la côte Est des États-Unis, dont les caractéristiques sont les mêmes.
Selon la légende, un navire espagnol contenant des chevaux barbes se serait échoué au large de l'île d'Assateague, 18 poneys auraient nagé jusqu'à la rive de cette île. Cette légende populaire, beaucoup racontée, est vraisemblablement fausse, mais aucune étude n'a encore été entreprise sur le sujet. Quoi qu'il en soit, les registres insulaires signalent clairement qu'en 1631, des chevaux sont présents sur ces îles et servent aux colons, bien qu'ils soient très rares. Le Chincoteague est devenu depuis un poney semi-sauvage.

## Description

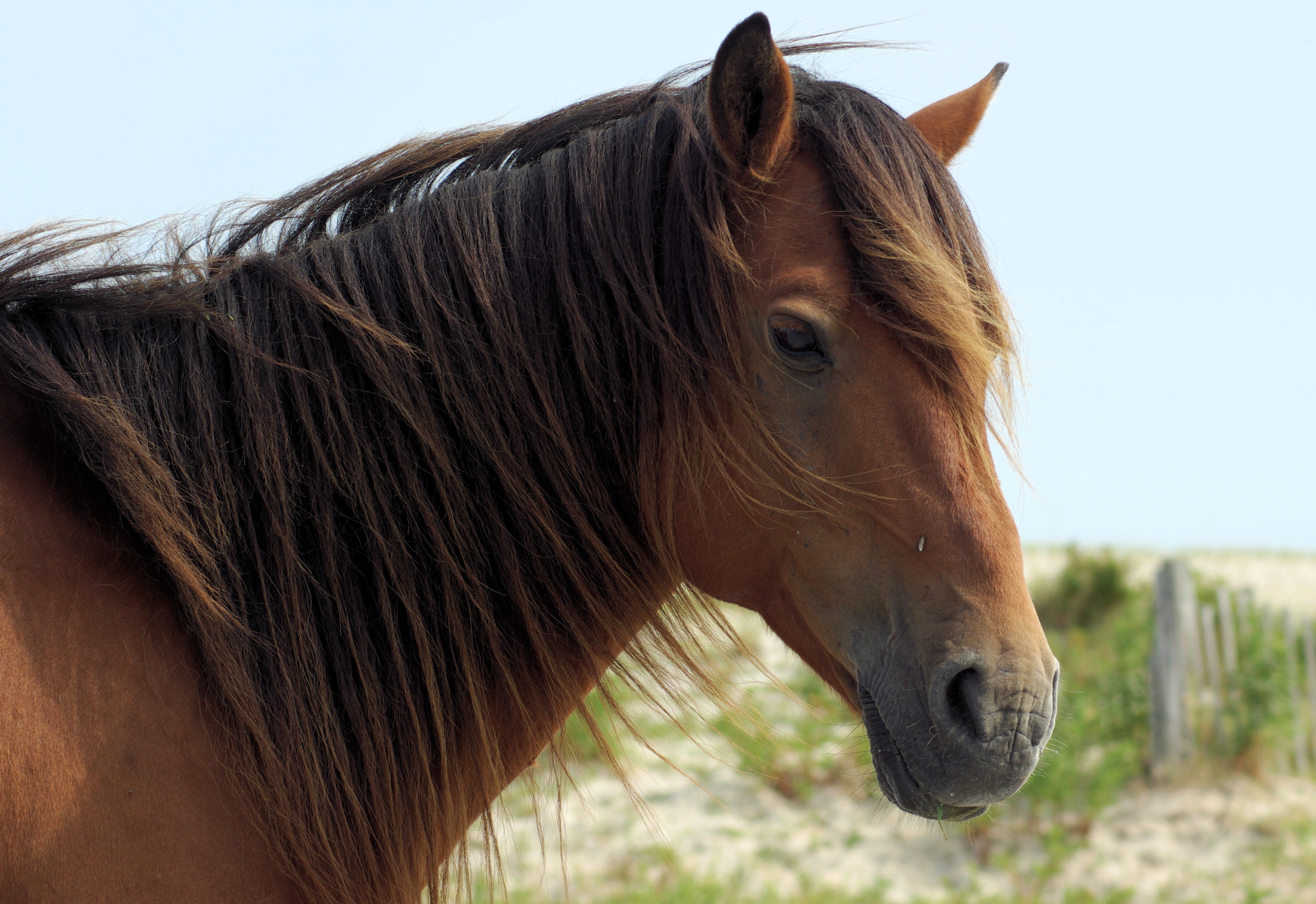
Détail sur la tête d'un poney Chincoteague

En raison des rudes conditions de vie, la taille de ce cheval s'est réduite à 1,22 m. Toutes les robes sont acceptées, y compris le pie qui est la robe la plus répandue. Son profil est rectiligne et sa tête allongée fait davantage penser à un cheval qu'à un poney. Le garrot est modérément relevé. La croupe est plutôt oblique. Les membres sont solides et secs.

## Diffusion de l'élevage

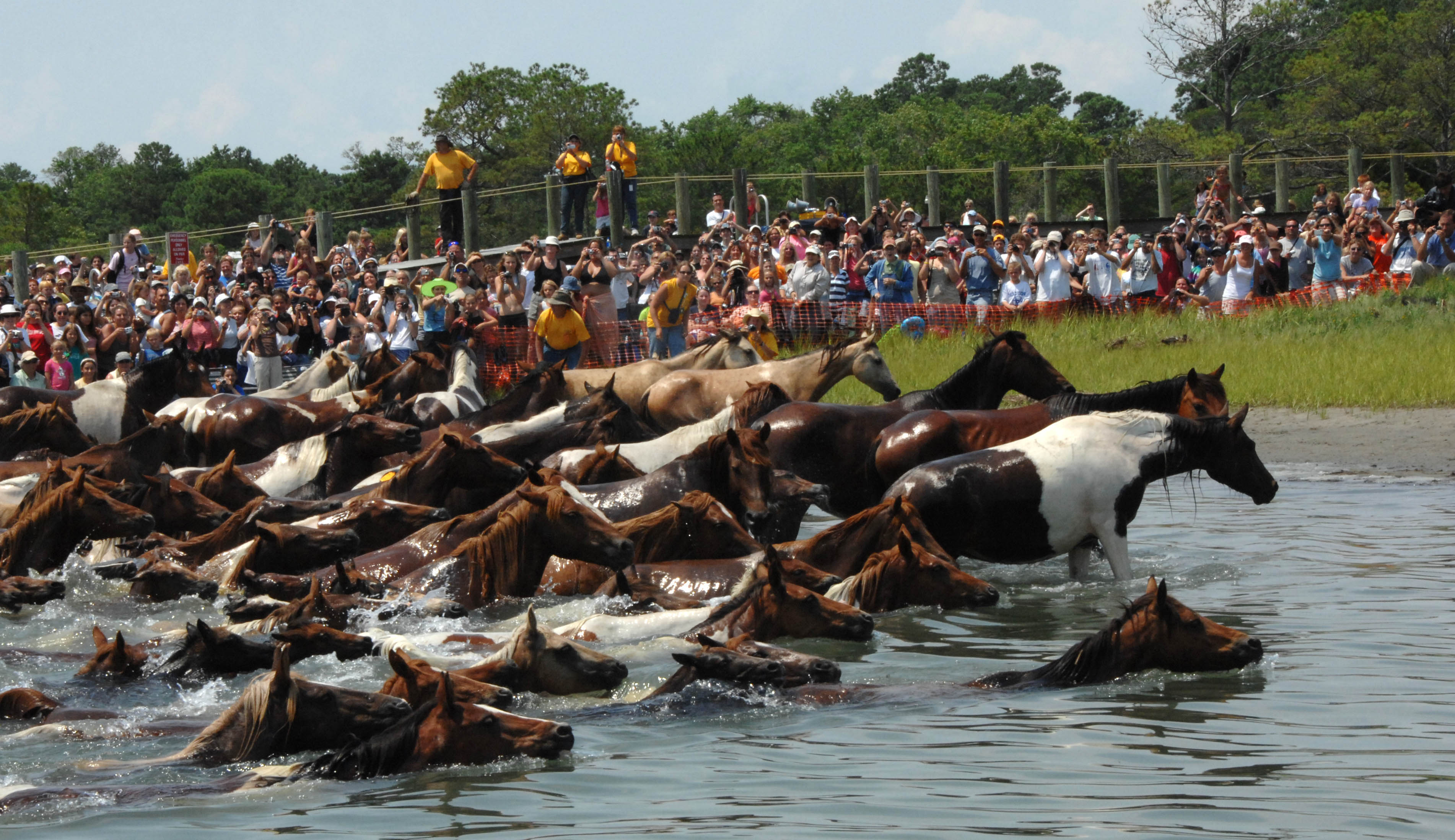
Chincoteagues nageant près de l'île d'Assateague.

La race est considérée comme rare. On compte environ 300 Chincoteagues sur l'île. Une partie est vendue chaque année aux enchères par les pompiers de Chincoteague, leurs propriétaires. Par ailleurs, l'ouvrage Equine Science (4e édition de 2012) le classe parmi les races de poneys peu connues au niveau international.

## Culture populaire

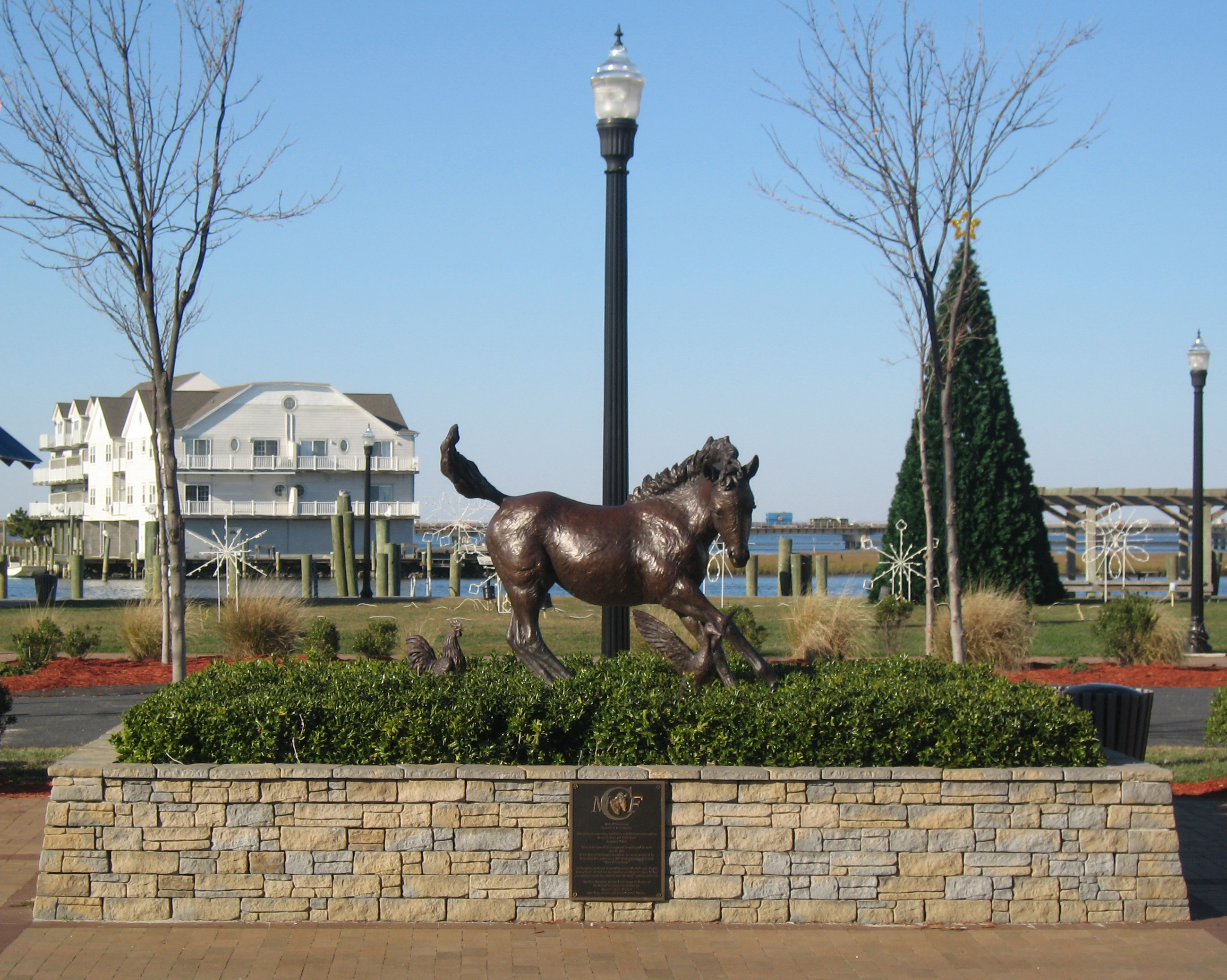
Statue de Misty of Chincoteague à Chincoteague.

Misty of Chincoteague est un roman américain pour la jeunesse, écrit par Marguerite Henry en 1947. Ce classique de la littérature équestre enfantine est régulièrement exploité à l'école dans un but pédagogique,. Un film sorti en 1961, Misty, reprend l'histoire de ce livre. Misty a inspiré un autre roman du même type, My Chincoteague Pony, paru en 2008. Le mouvement de popularité initié par le roman de Marguerite Henry a permis au Chincoteague Fire Department de faire perdurer la race sans trop de problèmes jusqu'au début du XXIe siècle. Bien qu'il s'agisse d'une œuvre de fiction, ce livre s'inspire de l'histoire d'un poney bien réel, qui a vécu au ranch  de l'île de Chincoteague. La Misty of Chincoteague Foundation a été créée en 1990 pour préserver le Beebe Ranch et y établir un musée reprenant les éléments notables de cette histoire. La compagnie Breyer Animal Creations a créé une figurine de Misty et de cinq de ses descendants. En 2001, il y avait environ 40 descendants de Misty dans le monde.